# Henry Hathaway
Henry Hathaway, egentligen Henri Leopold de Fiennes, född 13 mars 1898 i Sacramento, Kalifornien, död 11 februari 1985 i Hollywood, Los Angeles, Kalifornien, var en amerikansk filmregissör. 
Hathaway påbörjade sin karriär inom filmindustrin redan som barnskådespelare. Hans första regissering ägde rum 1932 och från det året fram till 1974 tillhörde han Hollywoods allra främsta specialister på action, kriminaldramer och äventyr. Han har även gjort bidrag inom genrer som film noir och western.
Bland hans mest välkända filmer återfinns Huset vid 92:dra gatan (1945), Angivaren (1947) och Dödsjakten (1958).

## Filmografi i urval
- 1939 – På ärans fält
- 1940 – Nattens vargar
- 1940 – Mormonernas kamp
- 1941 – Skogarnas dotter
- 1945 – Huset vid 92:dra gatan
- 1947 – Angivaren
- 1948 – Ring Northside 777
- 1949 – Äventyrens skepp
- 1951 – Fjorton timmar
- 1954 – Djävulens trädgård
- 1956 – 23 steg till Baker Street
- 1962 – Så vanns vilda västern
- 1970 – Airport – flygplatsen (okrediterad)